# 陳可怡
陳 可怡（簡体字中国語: 陈可怡、英語: Chen Keyi、チェン・コーイー、1995年7月23日 - ）は、中国の女子ラグビー選手。

## プロフィール
- 中国四川省出身[1]。
- ポジションはロック(LO)。
- 身長 171cm、体重 69kg

## 略歴
2021年、東京五輪の7人制女子中国代表に選ばれた。
2024年、パリ五輪の7人制女子中国代表に選ばれた。